# Campertogno
Campertogno är en ort och kommun i provinsen Vercelli i regionen Piemonte, Italien. Kommunen hade 235 invånare (2018).